# Jobellisia
Jobllisia  ist die einzige Gattung der Jobellisiaceae, die wiederum die einzige Familie der Ordnung der Jobellisiales innerhalb der Schlauchpilze (Ascomycota) sind.

## Merkmale
Arten von Jobellisia bilden als Fruchtkörper kugelige bis birnen- oder flaschenförmige Perithecien, die oberflächlich auf dem Substrat aufsitzen oder am Grunde eingesenkt sind. Sie sind braun bis schwarz oder sind an der Außenseite gelblich pigmentiert. Sie sind klebrig oder leicht rau und besitzen eine kurze bis lange Papille. Die Wand der Fruchtkörper, die Peridie, ist meist dreischichtig, manchmal auch zweischichtig. Die äußere Schicht besteht aus dunkel gefärbtem Pseudoparenchym (textura prismatica), die mittlere Schicht besteht aus hellen bis orangen, nur locker miteinander verflochtenen Hyphen (textura prismatica), die innere Schicht besteht aus durchscheinenden, verlängerten, zusammengedrückten Zellen. Paraphysen sind zahlreich vorhanden und sind septierten und durchscheinend. Die Schläuche sind einwandig, zylindrisch bis keulenförmig, oft am Grunde verdickt und beinhalten immer acht Sporen. Sie besitzen einen lichtbrechenden, inamyloiden (mit Iod nicht anfärbbaren) apikalen Ring. Die Sporen sind einreihig, einfach septiert, rötlich braun bis braun gefärbt, wobei sie am Septum dunkler gefärbt sind. Sie besitzen an einem oder an beiden Enden einen Keimporus. Eine Nebenfruchtform ist nicht bekannt.

## Lebensweise und Verbreitung
Jobellisia-Arten leben saprob auf Holz in terrestrischen Habitaten, aber auch im Süßwasser.

## Systematik und Taxonomie
Die Gattung Jobellisia wurde 1993 von Margaret Elizabeth Barr erstbeschrieben und zuerst in die Familie Clypeosphaeriaceae innerhalb der Holzkeulenartigen (Xylariales) gestellt. 2009 erfolgte die Erstbeschreibung der Familie Jobellisiaceae durch Martina Réblová. 2015 beschrieben Melvina J. D’souza und Kevin David Hyde dann die Ordnung Jobellisiales. Die Familie und die Ordnung sind monotypisch
Hongsanan und Mitarbeiter zählen allerdings die Jobellisiaceae zur Ordnung der Calosphaeriales, da diese nahe verwandt mit dem Pleurostomataceae sind. Jobellisiales wäre dann nur ein Synonym.
Die Gattung Jobellisia enthält acht Arten:
- Jobellisia barrii
- Jobellisia fraterna
- Jobellisia guangdongensis
- Jobellisia luteola
- Jobellisia nicaraguensis
- Jobellisia peckii
- Jobellisia saliciluticola
- Jobellisia viridifusca